# Melipotis trujillensis
Melipotis trujillensis là một loài bướm đêm trong họ Erebidae.